# Lycée Lakanal
O Lycée Lakanal é uma prestigiosa escola secundária pública localizada em Sceaux, Altos do Sena, França, na área metropolitana de Paris. O seu é uma referência a Joseph Lakanal (1762-1845), político francês e membro fundador do Institut de France, tendo tido também um importante papel na fundação da primeira Escola Normal da França (precursora da Escola Normal Superior de Paris), do Museu Nacional de História Natural e do Instituto nacional de línguas e civilizações orientais. 
O liceu oferece também uma escola de ensino médio e uma classe preparatória de alto nível para a licenciatura. Cientistas e escritores franceses famosos formaram-se no Liceu Lakanal, incluindo Jean Giraudoux, Alain-Fournier e Frédéric Joliot-Curie.
Vários ex-alunos entraram para as principais escolas, incluindo HEC Paris.

## Alunos famosos
- René-Louis Baire, matemático francês
- Gérard Genette, crítico literário francês
- Guy Hocquenghem, filósofo, ensaísta, romancista e militante homossexual francês
- Dimitri Kitsikis, escritor grego
- Yves Lacoste, geógrafo e geopolítico francês
- Marie NDiaye, escritora, roteirista e dramaturga francesa
- Charles Péguy, escritor, notável poeta, ensaísta e editor francês
- Michel Winock, historiador e professor francês

## Ligação externa
- Página oficial